# ۳٬۳٬۳٬۱-تترافلوئوروپروپیلن
۳،۳،۳،۱-تترافلوئوروپروپیلن (به انگلیسی: 1,3,3,3-Tetrafluoropropene) یک ترکیب شیمیایی با شناسه پاب‌کم ۵۷۰۸۷۲۰ است. شکل ظاهری این ترکیب، گاز بی‌رنگ است.